# Bhander
Bhander és una vila i nagar panchayat del districte de Datia a l'estat de Madhya Pradesh, Índia. Està situada a la riba del riu Pahuj a 38 km de Jhansi, a 25° 44′ N, 78° 45′ E / 25.73°N,78.75°E i té una població (cens del 2001) de 20.667 habitants (1881: 5.605; 1901: 5.133 habitants)
Es pensa que fou una antiga ciutat que va quedar destruïda per un terratrèmol; hi ha restes d'antics temples a uns turons propers. Al segle xv va passar a Orchha, però al segle xviii va caure en mans del maratha Sindhia de Gwalior. Els britànics la van ocupar a Gwalior el 1857 durant el motí i la van conservar fins al 1886 dins el districte de Jhansi; el 1886 la van retornar a Gwalior en part en permuta per Jhansi, i fou part del districte de Bhind (un dels districtes de l'estat de Gwalior) on va formar una pargana.